# دافي فـان دن بيرغ
دافي فـان دن بيرغ (بالهولندية: Davy van den Berg)‏ هو لاعب كرة قدم هولندي في مركز الوسط، ولد في 4 فبراير 2000 في Uden ‏ في هولندا. لعب مع يونج إف سي أوتريخت.